# Floresta Nacional do Araripe-Apodi

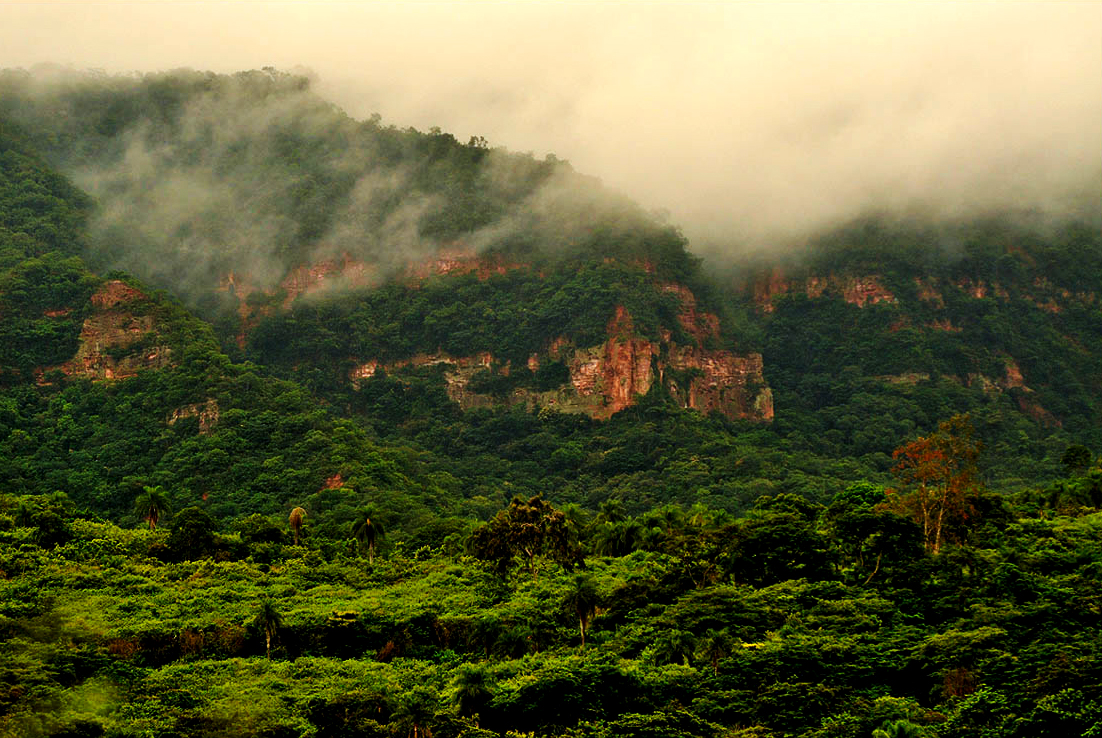
Chapada do Araripe

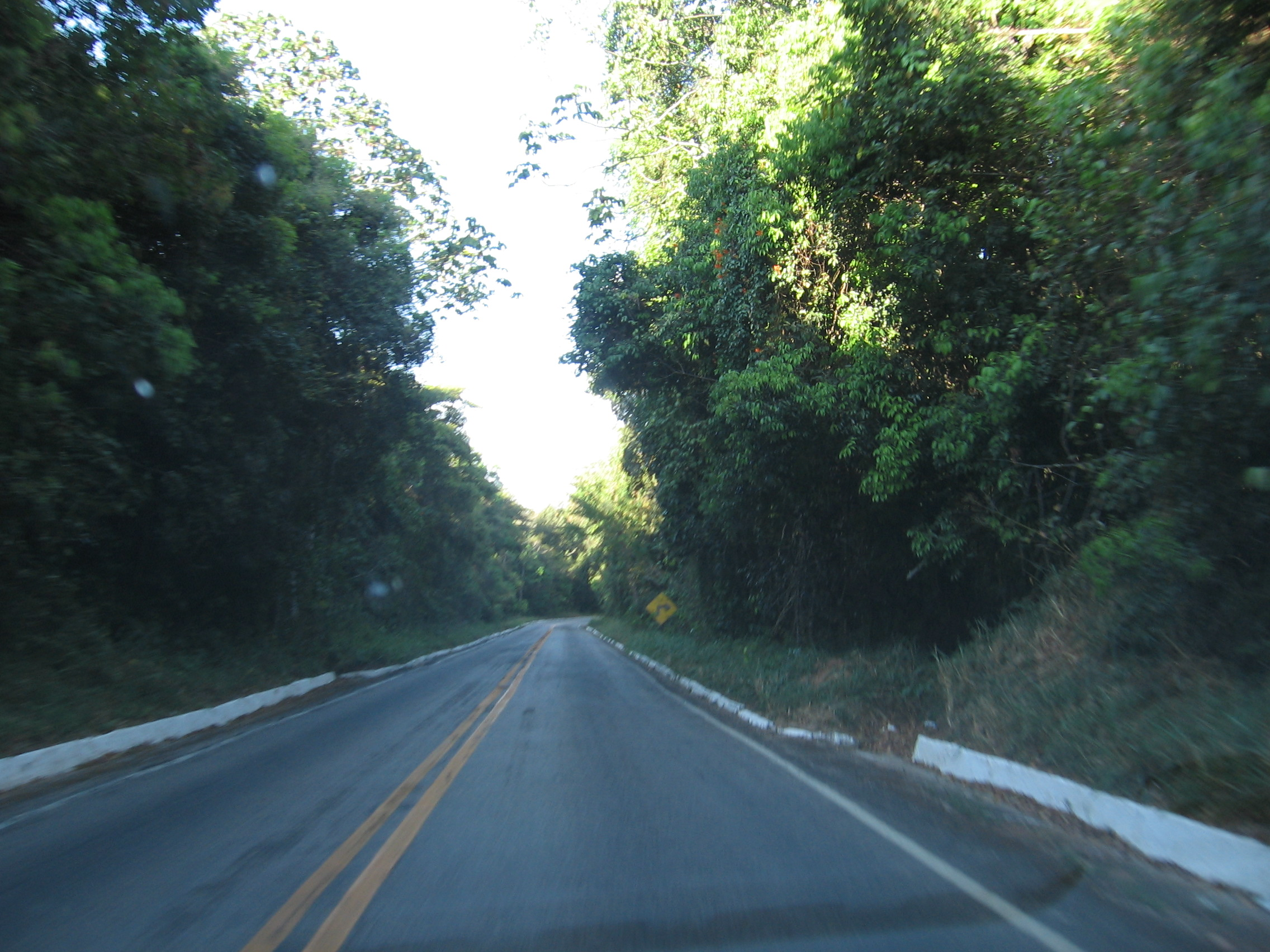
Vista de uma das rodovia que cruza a floresta nacional

A Floresta Nacional do Araripe-Apodi, mais conhecida como FLONA Araripe, é uma unidade de conservação brasileira situada na chapada do Araripe, administrada pelo Instituto Chico Mendes de Conservação da Biodiversidade (ICMBio) e integrante do SNUC. Oficializada através do decreto-lei nº 9.226 de 02 de maio de 1946/ Dec s/nº, de 05 de junho de 2012numa área total de 38.919,47 ha.

## História
Em 02 de maio de 1946, foi publicado pelo Governo Federal o Decreto 9.226, criando a Floresta Nacional do Araripe-Apodi, visando preservar uma das florestas mais ricas em diversidade ambiental no Nordeste. A FLONA Araripe foi a primeira floresta nacional a ser criada em território brasileiro.

## Características
É um dos últimos redutos da mata atlântica. Ocupa uma extensa área que atravessa a divisa do Ceará com Pernambuco, abrangendo partes dos municípios de Barbalha, Crato, Jardim e Santana do Cariri,
Apresenta relevo tabular, com altitudes que variam entre 840 e 920 metros. Média pluviométrica de 1.000 mm por ano. A temperatura varia de 15 a 25 °C.
Seu solo é originário do período Cretáceo, predominando o tipo latossolo. Solos do período Cretáceo costumam apresentar fósseis, na FLONA Araripe não é diferente, há um vasto sítio arqueológico em sua área onde foram descobertas algumas espécies de animais somente encontradas na região, como o Santanaraptor placidus.
Já foram catalogadas 88 espécies de aves pertencentes a 34 gêneros distintos. Destaca-se o Soldadinho-do-araripe, ave que somente é encontrada na região da FLONA Araripe. A fauna do local é composta, ainda, por diversas espécies de répteis, insetos, mamíferos.
A vegetação predominante é de cerradão. Existem faixas de transição que apresentam traços de mata atlântica, cerrado e caatinga.

## Uso da área
De acordo com o ICMBio, a FLONA Araripe pode ser utilizada para pesquisa científica, manejo florestal, turismo, lazer e educação ambiental.